# Čusto Brdo
Čusto Brdo – wieś w Bośni i Hercegowinie, w Federacji Bośni i Hercegowiny, w kantonie zenicko-dobojskim, w gminie Žepče. W 2013 roku liczyła 296 mieszkańców, z czego większość stanowili Chorwaci.